# Appelez-moi Tonton

Appelez-moi Tonton est un téléfilm français réalisé par Dominique Baron en 1991, d'après un scénario original de Jean L'Hôte.

## Fiche technique
- Adaptation et dialogues de Dominique Baron, Claudine Vergnes et Gilles L'Hôte.
- Avec le concours de Laurence Ragon
- Les décors de Jean-Pierre Clech
- Musique de Greco Casadesus.

## L'histoire
Tout juste nommé dans une paroisse calme et champêtre, un jeune prêtre timide et intellectuel voit sa maison envahie par trois orphelins et se transforme en quelques jours en chef de famille nombreuse. Jusqu'où le conduira cette situation ?
Louis Blondel (Daniel Rialet), un jeune homme timide, a choisi la religion par vocation, au grand désespoir de son père, Constant (Pierre Maguelon), vieux militant de la SFIO. Quant à sa mère Adrienne (Annick Alane), elle pleure les petits enfants qu'elle n'aura jamais.
Louis arrive donc à l'orphelinat Saint-Nicolas, dans un petit village de l'Yonne, là où il devra assurer ses cours de catéchisme. Il est reçu par René (Vincent Martin), le directeur, moderne et non conformiste, qui le présente aux élèves pendant le déjeuner à la cantine. Le repas sera vite transformé en chahut monstre. Louis comprend alors très vite qu'il a affaire à des enfants difficiles et que son apostolat s'annonce compliqué.
Le jeune curé fait de son mieux, mais il ne parvient pas à les intéresser à l'Évangile. Seul le jeune François (Tristan Richier) le soutient dans ses efforts. D'ailleurs, un soir, François se cache dans la voiture de Louis et passe la nuit dans la maison du curé. Tout d'abord réticent, Louis finit par accepter de garder le jeune garçon. Le lendemain, c'est le frère
de François, Hervé (Dimitri Rougeul), qui s'installe dans la maison.
Ce téléfilm a été tourné en grande partie à Ozouer-le-Voulgis, ainsi qu'à Chaumes-en-Brie, en Seine-et-Marne (Île-de-France)

## Distribution
- Daniel Rialet : Louis Blondel
- Tristan Richer : François
- Dimitri Rougeul : Hervé
- Olivia Capeta : Marianne
- Annick Alane : Adrienne Blondel
- Pierre Maguelon : Constant Blondel
- Jeanne Marine : Thérèse
- Marco Bisson : Michel
- Vincent Martin : René
- Fred Personne : Gaston Rondel
- Monique Tarbès : Mme Daoulas
- Maurice Risch : M.Anselme
- Jean-Pierre Castaldi : l'adjudant-chef Monard
- Frankye Pain : Mme Gromelot
- Mireille Franchino : Mme Rondel
- Nicole Desailly : Mme Mangin
- Jean-Pierre Germain : Patrick
- Pierre Pellet : Roger
- Pierre-Alexis Hollenbeck : Ficelle
- Claude Aufaure : l'évêque

et avec la participation des habitants du village où le téléfilm a été tourné.

## Avis
- Télé poche : « Une petite comédie sympathique qui met en scène des personnages un peu farfelus  et attachants. L'interprétation est excellente et Daniel Rialet (un des mulets de Navarro) révèle un véritable tempérament comique. »[2]

- Télé 7 jours : « Avec un tel sujet, cela pourrait être une mièvrerie ou d'une lourdeur insupportable... C'est, tout au contraire, fin, gentiment provocateur. Tout est très bien observé, et les comédiens, surtout les enfants, jouent avec une justesse étonnante. »